# Teratoscincus rustamowi
Teratoscincus rustamowi är ett kräldjur i familjen geckoödlor som förekommer i centrla Asien. Artepitet i det vetenskapliga namnet hedrar den ryska zoologen A. K. Rustamov.
Individerna blir utan svans 81c m långa.
Utbredningsområdet ligger i östra Uzbekistan och troligtvis når några exemplar Tadzjikistan. Ödlan lever i öknar och buskskogar med sanddyner. De besöker ibland jordbruksmark. Honor lägger ägg.
Beståndet hotas av regionens omvandling till odlingsmark. En dalgång översvämmades under 2010-talet. IUCN listar arten som starkt hotad (EN).